# Сивульський Микола Іванович
Мико́ла Іва́нович Сиву́льський (12 квітня 1952, село Золотники, Тернопільська область — 29 грудня 2009, місто Київ) — український політик. Народний депутат України 5-го та 6-го скликань. Голова Головного контрольно-ревізійного управління України (з 5 березня до 27 вересня 2005 та знову з 19 грудня 2007 до 29 грудня 2009). Доктор економічних наук (з 1990), професор. Академік Академії інженерних наук України. Член партії ВО «Батьківщина», керівник департаменту виконавчого секретаріату Політради.

## Освіта
З 1969 до 1973 навчався на фінансово-економічному факультеті Тернопільського фінансово-економічного інституту (нині Західноукраїнський національний університет) за спеціальністю економіст.
Кандидатська дисертація «Сутність і функції грошей: особливості прояву в обігу» (Московський економіко-статистичний інститут, 1978). Докторська дисертація «Гроші і грошовий обіг в умовах переходу до ринкової економіки» (Московський економіко-статистичний інститут, 1990).

## Кар'єра
- З серпня 1973 — асистент кафедри фінансів Тернопільського фінансово-економічного інституту.
- З грудня 1975 — аспірант кафедри планування народного господарства і фінансів Московського економічно-статистичного інституту.
- З вересня 1978 — асистент, з серпня 1982 — доцент кафедри грошового обігу і кредиту Тернопільського фінансово-економічного інституту.
- З вересня 1988 — докторант Московського економічно-статистичного інституту.
- З березня 1991 — професор, завідувач кафедри грошового обігу та кредиту Тернопільського фінансово-економічного інституту.
- З квітня 1992 — перший заступник голови правління Нацбанку України.
- Жовтень 1992 — грудень 1993 — перший заступник міністра фінансів України.
- Грудень 1993 — листопад 1994 — заступник голови Агентства міжнародного співробітництва та інвестицій.
- Листопад 1994 — червень 1996 — перший заступник міністра фінансів України.
- Жовтень 1996 — січень 1997 — радник прем'єр-міністра Павла Лазаренка з питань банків і банківської діяльності.
- Січень 1997 — жовтень 1998 — президент Українського газоресурсного консорціуму.
- Січень 2000 — січень 2001 — керівник служби віце-прем'єр-міністра України Юлії Тимошенко.

Був заарештований в 1998 і 2004 роках за звинуваченнями в економічних правопорушеннях (політичні переслідування).
З 5 березня по 27 вересня 2005 — голова Головного контрольно-ревізійного управління України.
З 19 грудня 2007 на першому засіданні уряду знову призначений керівником ГоловКРУ.

Могила Миколи Сивульського

29 грудня 2009 — на 58-му році життя помер. Похований в Києві на Байковому кладовищі (ділянка № 33).

## Сім'я
- Українець.
- Батьки Іван Йосипович (1932) і мати Євгенія Іллівна (1933) — пенсіонери.
- Дружина Тетяна Василівна (1954) — кандидат економічних наук, доцент Київського національного економічног уніституту.
- Дочки Олена (1974) та Наталія (1976) — економісти.

## Парламентська діяльність
Березень 1994 — кандидат в народні депутати України за Галицьким виборчім округом № 356 Тернопільської області, висунутий ДемПУ. 1-й тур — 13,51 %, 3 місце з 17 претендентів.
Березень 1998 — кандидат в народні депутати України від Всеукраїнського об'єднання «Громада», № 77 в списку. На час виборів: президент Українського газоресурсного консорціуму (місто Київ), член партії ВО «Громада».
Народний депутат України 5-го скликання з 25 травня 2006 до 12 червня 2007 від «Блоку Юлії Тимошенко», № 99 в списку. На час виборів: керівник департаменту виконавчого секретаріату Політради ВО «Батьківщина», член партії ВО «Батьківщина». Член фракції «Блок Юлії Тимошенко» (з 25 травня 2006). Голова підкомітету з питань координації співробітництва з НАТО Комітету з питань європейської інтеграції (з 26 липня 2006). 12 червня 2007 достроково припинив свої повноваження під час масового складення мандатів депутатами-опозиціонерами з метою проведення позачергових виборів до Верховної Ради.
Народний депутат України 6-го скликання з 23 листопада 2007 до 25 травня 2008 від «Блоку Юлії Тимошенко», № 63 в списку. На час виборів: тимчасово не працював, член партії ВО «Батьківщина». Член фракції «Блок Юлії Тимошенко» (з 23 листопада 2007). Член Комітету з питань бюджету (з 26 грудня 2007). Склав депутатські повноваження 23 травня 2008.

## Рейтинги впливовості
У 2008 році зайняв 78-е місце в списку 100 найвпливовіших людей України за версією журналу «Корреспондент», а в 2009 році 70-е місце у тому ж списку.